# هيئة الطاقة الذرية الإسرائيلية
هيئة الطاقة الذرية الإسرائيلية ( IAEC ) (بالعبرية: הוועדה לאנרגיה אטומית‏) هي السلطة الحكومية المسؤولة عن أنشطة دولة إسرائيل في المجال النووي .

## تاريخ التأسيس
تم الإعلان عن إنشاء هيئة الطاقة الذرية الإسرائيلية في 13 يونيو 1952 من قبل رئيس الوزراء ديفيد بن غوريون . وعين رئيس الوزراء الإسرائيلي ديفيد بن غوريون البروفيسور إرنست ديفيد بيرجمان ليكون أول مدير عام لها. في البداية كان مقر اللجنة في مباني مؤقتة بالقرب من رحوفوت في إسرائيل، وهي الآن تقع في رمات أبيب في العاصمة الإسرائيلية تل أبيب. وأشرفت على إنشاء مركز سوريق للأبحاث النووية، الذي بدأ تشييده عام 1958 ، ومركز الأبحاث النووية في النقب (مفاعل ديمونة) الذي بدأ تشييده في أواخر عام 1959.

## المهام المنوطة
وتقدم الوكالة الدولية للطاقة الذرية المشورة لحكومة دولة إسرائيل في مجالات السياسة النووية وفي تحديد الأولويات في مجال البحث والتطوير النووي.  وتقوم الهيئة بتنفيذ السياسات الحكومية وتمثل إسرائيل في المنظمات الدولية في المجال النووي، مثل الوكالة الدولية للطاقة الذرية . تحتفظ الوكالة الدولية للطاقة الذرية بعلاقات مع السلطات الوطنية ذات الصلة بذات المجال في البلدان الأخرى.